# Novi Miljanovci
Novi Miljanovci su naseljeno mjesto u sastavu općine Tešanj, Federacija Bosne i Hercegovine, BiH.

## Stanovništvo
| Novi Miljanovci    |                |
| godina popisa      | 1991.          |
| Muslimani          | 1.554 (93,95%) |
| Hrvati             | 94 (5,68%)     |
| Srbi               | 0              |
| Jugoslaveni        | 5 (0,30%)      |
| ostali i nepoznato | 1 (0,06%)      |
| ukupno             | 1.654          |

Novi Miljanovci kao samostalno naseljeno mjesto postoje od popisa 1991. godine.